# La Chapelle-sur-Dun

La Chapelle-sur-Dun este o comună în departamentul Seine-Maritime, Franța. În 1 ianuarie 2022 avea o populație de 162 de locuitori.